# Platylabus calidus
Platylabus calidus là một loài tò vò trong họ Ichneumonidae.